# 8ª edizione dei Critics' Choice Awards
L'8ª edizione dei Critics' Choice Awards si è tenuta il 17 gennaio 2003, premiando le migliori produzioni cinematografiche del 2002.

## Cinema

### Miglior film
- Chicago, regia di Rob Marshall
- A proposito di Schmidt (About Schmidt), regia di Alexander Payne
- Era mio padre (Road to Perdition), regia di Sam Mendes
- Gangs of New York, regia di Martin Scorsese
- The Hours, regia di Stephen Daldry
- Il ladro di orchidee (Adaptation.), regia di Spike Jonze
- Lontano dal paradiso (Far from Heaven), regia di Todd Haynes
- Il pianista (The Pianist), regia di Roman Polański
- Prova a prendermi (Catch Me If You Can), regia di Steven Spielberg
- Il Signore degli Anelli - Le due torri (The Lord of the Rings: The Two Towers), regia di Peter Jackson

### Miglior attore
- Daniel Day-Lewis – Gangs of New York - ex aequo
- Jack Nicholson – A proposito di Schmidt (About Schmidt) - ex aequo
- Robin Williams – One Hour Photo

### Miglior attrice
- Julianne Moore – Lontano dal paradiso (Far from Heaven)
- Salma Hayek – Frida
- Nicole Kidman – The Hours
- Diane Lane – L'amore infedele - Unfaithful (Unfaithful)

### Miglior attore non protagonista
- Chris Cooper – Il ladro di orchidee (Adaptation.)
- Alfred Molina – Frida
- Paul Newman – Era mio padre (Road to Perdition)

### Miglior attrice non protagonista
- Catherine Zeta-Jones – Chicago
- Kathy Bates – A proposito di Schmidt (About Schmidt)
- Meryl Streep – Il ladro di orchidee (Adaptation.)

### Miglior giovane interprete
- Kieran Culkin – Igby Goes Down
- Tyler Hoechlin – Era mio padre (Road to Perdition)
- Nicholas Hoult – About a Boy - Un ragazzo (About a Boy)

### Miglior cast corale
- Chicago – Christine Baranski, Ekaterina Ščelkanova, Taye Diggs, Denise Faye, Colm Feore, Richard Gere, Deidre Goodwin, Mýa, Lucy Liu, Queen Latifah, Susan Misner, John C. Reilly, Dominic West, Renée Zellweger, Catherine Zeta-Jones
- The Hours – Meryl Streep, Nicole Kidman, Julianne Moore, Ed Harris, Claire Danes, Allison Janney, Miranda Richardson, John C. Reilly, Toni Collette, Stephen Dillane
- Il mio grosso grasso matrimonio greco (My Big Fat Greek Wedding) – Nia Vardalos, Michael Constantine, John Corbett, Lainie Kazan, Andrea Martin, Louis Mandylor, Stavroula Logothettis, Ian Gomez, Bess Meisler, Gale Zoe Garnett, Jayne Eastwood, Joey Fatone

### Miglior regista
- Steven Spielberg – Prova a prendermi (Catch Me If You Can) e Minority Report
- Roman Polański – Il pianista (The Pianist)
- Martin Scorsese – Gangs of New York

### Migliore sceneggiatura
- Charlie Kaufman – Il ladro di orchidee (Adaptation.) e Confessioni di una mente pericolosa (Confessions of a Dangerous Mind)
- Alexander Payne e Jim Taylor – A proposito di Schmidt (About Schmidt)
- Nia Vardalos – Il mio grosso grasso matrimonio greco (My Big Fat Greek Wedding)

### Miglior film per famiglie
- Harry Potter e la camera dei segreti (Harry Potter and the Chamber of Secrets), regia di Chris Columbus
- Un sogno, una vittoria (The Rookie), regia di John Lee Hancock
- Tuck Everlasting - Vivere per sempre (Tuck Everlasting), regia di Jay Russell

### Miglior film d'animazione
- La città incantata (Sen to Chihiro no kamikakushi), regia di Hayao Miyazaki
- L'era glaciale (Ice Age), regia di Carlos Saldanha e Chris Wedge
- Lilo & Stitch, regia di Dean DeBlois e Chris Sanders
- Spirit - Cavallo selvaggio (Spirit: Stallion of the Cimarron), regia di Kelly Asbury e Lorna Cook

### Miglior film straniero
- Y tu mamá también - Anche tua madre (Y tu mamá también), regia di Alfonso Cuarón • Messico
- Monsoon Wedding - Matrimonio indiano (Monsoon Wedding), regia di Mira Nair • India
- Parla con lei (Hable con ella), regia di Pedro Almodóvar • Spagna

### Miglior canzone
- 8 Mile (Eminem), musica e testo di Marshall Bruce Mathers e Luis Resto – 8 Mile
- Father and Daughter (Paul Simon), musica e parole di Paul Simon – La famiglia della giungla (The Wild Thornberrys Movie)
- Hero (Chad Kroeger), musica e parole di Chad Kroeger feat. Josey Scott – Spider-Man

### Migliore colonna sonora
- John Williams – Prova a prendermi (Catch Me If You Can), Harry Potter e la camera dei segreti (Harry Potter and the Chamber of Secrets) e Minority Report
- Philip Glass – The Hours
- Howard Shore – Il Signore degli Anelli - Le due torri (The Lord of the Rings: The Two Towers)

### Miglior film documentario
- Bowling a Columbine (Bowling for Columbine), regia di Michael Moore
- The Kid Stays in the Picture, regia di Nanette Burstein e Brett Morgen
- Standing in the Shadows of Motown, regia di Paul Justman

## Top Film
(In ordine alfabetico)
- A proposito di Schmidt (About Schmidt), regia di Alexander Payne
- Chicago, regia di Rob Marshall
- Era mio padre (Road to Perdition), regia di Sam Mendes
- Gangs of New York, regia di Martin Scorsese
- The Hours, regia di Stephen Daldry
- Il ladro di orchidee (Adaptation.), regia di Spike Jonze
- Lontano dal paradiso (Far from Heaven), regia di Todd Haynes
- Il pianista (The Pianist), regia di Roman Polański
- Prova a prendermi (Catch Me If You Can), regia di Steven Spielberg
- Il Signore degli Anelli - Le due torri (The Lord of the Rings: The Two Towers), regia di Peter Jackson

## Televisione

### Miglior film per la televisione
- Il venditore dell'anno (Door to Door), regia di Steven Schachter
  - Live from Baghdad, regia di Mick Jackson
  - Martin and Lewis, regia di John Gray